# Anti-de Sitter-metriek
De Anti-de Sitter-metriek of Anti-de Sitter-ruimte beschrijft op wiskundige manier hoe het universum er uit zou zien indien er een negatieve kosmologische constante zou zijn. Meer bepaald, het geeft de metriek van de ruimtetijd waarvoor het vacuüm een negatieve energiedichtheid heeft. Hoe de metriek van zo een ruimte eruitziet, wordt opgelegd door de algemene relativiteitstheorie, dat wil zeggen de Einstein-vergelijkingen. De naam van deze ruimte verwijst naar zijn tegenpool:  de Sitter-metriek, welke een ruimte met positieve kosmologische constante beschrijft. Deze laatste is op zijn beurt genoemd naar de Nederlandse natuurkundige Willem de Sitter.

## Wiskundige eigenschappen en motivatie
De Anti-de Sitter-metriek wordt genoteerd als {\displaystyle AdS_{n}}. Hierbij staat {\displaystyle n} voor het aantal ruimtetijdsdimensies, dat wil dus zeggen {\displaystyle n-1} ruimtelijke richtingen en één tijdrichting. Als het universum waarin wij leven een negatieve kosmologische constante zou hebben, zou deze allicht lijken op {\displaystyle AdS_{4}}. De wetenschappelijke wereld is er echter van overtuigd dat ons universum een (kleine) positieve kosmologische constante heeft, en dus veeleer lijkt op een vierdimensionale de Sitter-ruimte. Desondanks wordt de Anti-de Sitter-metriek bestudeerd in de theoretische natuurkunde, omwille van zijn interessante eigenschappen, zijn rol in de AdS/CFT-dualiteit, en het feit dat deze ruimte in zekere zin eenvoudiger is dan de Sitter-metriek. 
In wiskundige termen is het de negatief gekromde ruimte met Lorentziaanse signatuur die maximaal symmetrisch is (met een constante kromming).

## Definitie
De meest courante definitie van {\displaystyle AdS_{n}}, is de deelruimte van {\displaystyle R^{2,n-1}} (de vlakke ruimte met twee tijd- en (n-1) ruimtecoördinaten), 
{\displaystyle \mathrm {d} s^{2}=-\mathrm {d} t_{0}^{2}-\mathrm {d} t_{1}^{2}+\sum _{i=2}^{n}\mathrm {d} x_{i}^{2}},
bepaald door de vergelijking
{\displaystyle -t_{0}^{2}-t_{1}^{2}+\sum _{i=2}^{n}x_{i}^{2}=-L^{2}}
Hierin is {\displaystyle L} een grootheid met dimensie lengte, de Anti-de Sitter-lengte. Ruwweg bepaalt deze constante de lengteschaal geassocieerd aan de kromming. Voor een waarnemer in een Anti-de Sitter-universum, zou het verschil met een gewone vlakke ruimte voelbaar zijn op lengteschalen van de orde van {\displaystyle L}. De vorm van de bovenstaande deelruimte is een hyperboloïde. Deze heeft één tijddimensie minder dan  {\displaystyle R^{2,n-1}}, en heeft dus een gewone Lorentziaanse signatuur. 

De 1+1-dimensionale Anti-de Sitter-ruimte, ingebed in een vlakke 1+2-dimensionale ruimte. De t_{0} en t_{1} assen liggen in het horizontale rotatievlak, de x_{1}-as staat hier loodrecht op, verticaal dus.

Op de afbeelding rechts is een weergave geschetst van de ruimte {\displaystyle AdS_{2}}, ingebed in {\displaystyle R^{2,1}}. De drie assen van {\displaystyle R^{2,1}} zijn als volgt: verticaal staat de ruimtelijke richting, en de twee 'horizontale' richtingen (lichtjes gekanteld op de tekening) zijn de twee tijdrichtingen. Binnen deze ruimte is dan {\displaystyle AdS_{2}} dan gegeven door de tweedimensionale hyperboloïde. De metrische tensor wordt geïnduceerd door die van {\displaystyle R^{2,1}}. Men kan zich voorstellen dat bewegen op de hyperbool, in verticale richting, een positief lijnelement oplevert, zodat de verticale richting van de hyperbool een ruimtelijke coördinaat is. Als men daarentegen beweegt rondom de hyperbool (langsheen de taille van de hyperbool bijvoorbeeld), verplaatst men zich in de horizontale richting van de achterliggende ruimte {\displaystyle R^{2,1}}. Dit is dus een tijdrichting van {\displaystyle AdS_{2}}. Zo ziet men dat {\displaystyle AdS_{2}} dus een lorentziaanse signatuur heeft (precies één tijdrichting). 
De Anti-de Sitter-metriek kan ook gedefinieerd worden als het quotiënt van twee orthogonale groepen: {\displaystyle O(2,n-1)/O(1,n-1)}. De ruimte heeft de {\displaystyle n}-dimensionale groep {\displaystyle O(n-1,2)} als isometriegroep. Deze is niet enkelvoudig samenhangend, er zijn dus paden te vinden welke gesloten zijn, maar niet samen te trekken tot een punt. Vanuit fysisch standpunt: er zijn gesloten tijdachtige krommen. Dit is ook te zien op de afbeelding: bewegen rondom de 'taille' van de hyperbool is een verplaatsing in de tijd, maar na een omwenteling komt men weer op hetzelfde punt in de tijd terecht. Dit wil zeggen dat de tijd periodisch is: als men op dezelfde plaats blijft, en de tijd laat lopen, komt men na een zekere tijd weer uit op hetzelfde punt in ruimte en tijd. Dat is uiteraard wat problematisch en wordt opgelost door deze identificatie op te heffen. De tijd krijgt dan weer de betekenis van gewone tijd, en is niet meer periodisch. Wiskundig gezien gaat men over naar de universele bedekking (in het Engels: universal cover) van de ruimte, welke wél enkelvoudig samenhangend is.

## Andere coördinatensystemen en de conforme rand

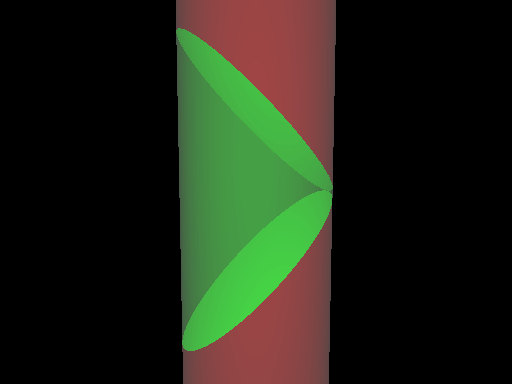

Er zijn ook andere coördinatensystemen waarmee men de Anti-de Sitter-ruimte kan beschrijven. Men kan bijvoorbeeld coördinaten kiezen waarin de metriek van {\displaystyle AdS_{4}} eruitziet als 
{\displaystyle ds^{2}=-\left(r^{2}k^{2}+1\right)dt^{2}+{\frac {1}{k^{2}r^{2}+1}}dr^{2}+r^{2}d\Omega ^{2}}
waarbij {\displaystyle k} gerelateerd is aan de Anti-de Sitter lengte {\displaystyle L}, en {\displaystyle d\Omega ^{2}} de metriek is van de eenheidssfeer. Lokaal (zeg, bijvoorbeeld, in een kleine regio rond {\displaystyle r\approx 0}) is deze metriek van dezelfde vorm als de vlakke metriek {\displaystyle ds^{2}=-dt^{2}+dr^{2}+r^{2}d\Omega ^{2}}. Ook kan men zogeheten Poincaré-coördinaten kiezen, genoemd naar Henri Poincaré, die slechts een deel van de AdS-ruimte bedekken. Met Poincaré-coördinaten kan de metriek bijvoorbeeld in de vorm 
{\displaystyle ds^{2}=-{\frac {r^{2}}{L^{2}}}dt^{2}+{\frac {L^{2}}{r^{2}}}dr^{2}+r^{2}d\Omega ^{2}}
gebracht worden.
Een bijzondere eigenschap van de Anti-de Sitter-metriek is het feit dat de set van punten die op het ruimtelijke oneindig liggen, door lichtstralen bereikt kunnen worden. In andere woorden, men zou een lichtstraal kunnen uitzenden, en deze een eindige tijd later terug zien komen van op oneindig. Dit is natuurlijk een gevolg van de zeer bijzondere (en deels tegenintuïtieve) eigenschappen van deze ruimte. 
Dit hangt samen met het feit dat de verzameling van punten op oneindig een welbepaalde structuur heeft. De metriek van een ruimte induceert immers een conforme metriek op zijn rand (punten op oneindig). Voor Anti-de Sitter blijkt deze rand conform te zijn aan de vlakke Minkowski-ruimte. Op de afbeelding rechts is {\displaystyle AdS_{3}} getekend (een gevulde cilinder, waarvan de verticale richting de tijdrichting is), en ook zijn rand (groen), die conform is aan de (vlakke) tweedimensionale Minkowski-ruimte. Deze eigenschap van AdS-ruimten is een cruciaal feit voor de zogeheten AdS/CFT-dualiteit.